# Самюран
Самюра́н (фр. и окс. Samuran) — коммуна во Франции, находится в регионе Юг — Пиренеи. Департамент — Верхние Пиренеи. Входит в состав кантона Молеон-Барус. Округ коммуны — Баньер-де-Бигор.
Код INSEE коммуны — 65402.

## География

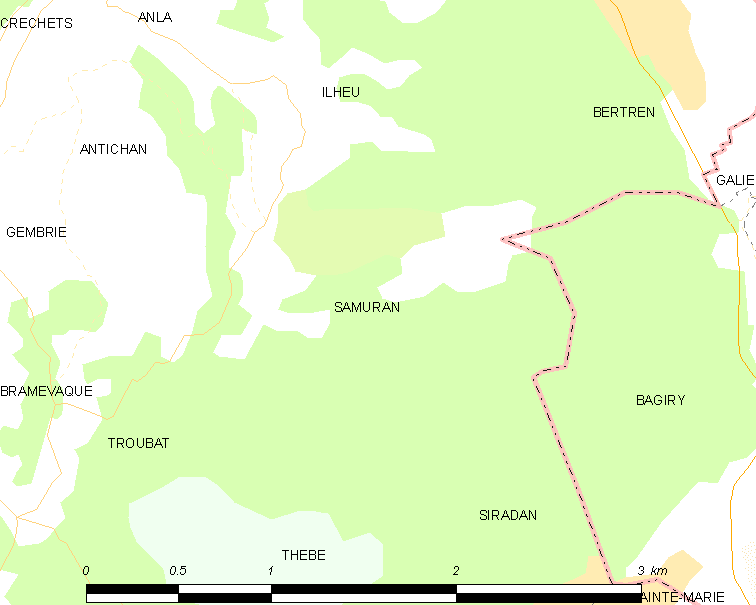
Карта коммуны

Коммуна расположена приблизительно в 670 км к югу от Парижа, в 100 км юго-западнее Тулузы, в 55 км к юго-востоку от Тарба.
На северо-западе коммуны протекает река Пике (фр. Piqué). Около половины территории коммуны занимают леса.

## Климат
Климат умеренно-океанический с солнечной тёплой погодой и обильными осадками на протяжении практически всего года.

## Население
Население коммуны на 2010 год составляло 20 человек.
| 1962 | 1968 | 1975 | 1982 | 1990 | 1999 | 2010 |
| ---- | ---- | ---- | ---- | ---- | ---- | ---- |
| 12   | 10   | 5    | 6    | 12   | 8    | 20   |

## Администрация
| Период | Период | Фамилия          | Партия | Примечания |
| ------ | ------ | ---------------- | ------ | ---------- |
| 2001   | 2014   | Берт Спиталь     |        |            |
| 2014   | 2020   | Оливье Торториси |        |            |

## Экономика
В 2010 году среди 11 человек трудоспособного возраста (15-64 лет) 6 были экономически активными, 5 — неактивными (показатель активности — 54,5 %, в 1999 году было 80,0 %). Из 6 активных жителей работали 5 человек (3 мужчин и 2 женщины), безработной была 1 женщина. Среди 5 неактивных 2 человека были учениками или студентами, 2 — пенсионерами, 1 был неактивным по другим причинам.

## Достопримечательности
- Церковь Св. Винсента (XI век). Исторический памятник с 1995 года[4]